# Schule Hasselbrook
Die Schule Hasselbrook ist eine staatliche Grundschule im Hamburger Stadtteil Eilbek, an der Ecke von Hasselbrookstraße und Ritterstraße im Quartier Hasselbrook. Die Schule wurde 1907 als Doppel-Volksschule gegründet, seit 2007 ist sie eine Grundschule. Der denkmalgeschützte Altbau der Schule von 1907 ist eine der ersten Schulbauten von Albert Erbe, der den öffentlichen Baustil in Hamburg am Anfang des 20. Jahrhunderts prägte. Die Schule ist eines der wenigen Gebäude Eilbeks, welche die fast vollständige Zerstörung des Stadtteils im Feuersturm von 1943 überstanden.

## Geschichte
Die Planung für die Schule begann 1901, im selben Jahr legte Bauinspektor Albert Erbe den Entwurf vor. 1905 wurde der Grundstein gelegt und 1907 die Einweihung gefeiert. Das Einweihungsjahr 1907 gilt auch in der heutigen Überlieferung der Schule als Jahr der Gründung. Es handelte sich bei der Schule zur Gründungszeit um eine Doppel-Volksschule mit getrennten Eingängen und Organisation: Die Volksschule Hasselbrook (Hasselbrookstraße 61, Südflügel) war eine Mädchenschule, die Volksschule Ritterstraße (Ritterstraße 44, Ostflügel) eine Knabenschule.
Noch 1939 war die Schule in eine Schule für Jungen und eine Schule für Mädchen geteilt. 1943 wurde das Schulgebäude bei Luftangriffen (“Operation Gomorrha”) nur leicht beschädigt, während die Gebäude im umliegenden Stadtteil größtenteils vernichtet wurden. Dies lag an der Verteidigung des Gebäudes durch zahlreiche aus der Umgebung geflüchtete Anwohner und Luftschutzhelfer, die 32 Stabbrandbomben unschädlich machten und in Brand geratene Akten und Möbelstücke vom Dachstuhl auf die Straße warfen. Allerdings brannte die Turnhalle aus. Die direkt benachbarte Realschule in Eilbeck, seit 1933 Gauführerschule und Parteiarchiv der Hamburger NSDAP, wurde hingegen vollständig zerstört.
1945 wurden Jungen- und Mädchenschule zur Schule Hasselbrook zusammengelegt, einer koedukativen Volksschule, später Grund-, Haupt- und Realschule (GHR). 1960 wurden nach Entwürfen des Hamburger Hochbauamtes zwei Pavillons aufgestellt, 1965 folgte eine Turnhalle („Seitzhalle“). 1992 wurde die Haupt- und Realschule Hasselbrook in eine Integrierte Haupt- und Realschule umgewandelt. Bis 2007 lief die Integrierte Haupt- und Realschule Hasselbrook aus, die Schule wurde zur reinen Grundschule mit Vorschulklasse. Von 2010 bis 2015 wurden Altbau und Sporthalle saniert, die Pausenhalle wurde zur Mensa umgebaut und ebenfalls saniert. Die in mehreren Bauabschnitten bearbeitete Nutzfläche war knapp 8.000 m² groß, die Gesamtkosten lagen bei mehr als 7 Millionen Euro.
Die beiden zweigeschossigen Pavillons (Gebäude Nr. 7 und 8) wurden bis 2019 von der Beruflichen Schule Burgstraße (W 8) als Dependance genutzt und fielen mit deren Umzug in den Neubau an der Burgstraße 33–35 an die Schulbehörde zurück. Die Grundschule Hasselbrook hat vier Züge, mit dem Schulentwicklungsplan 2019 wurde das Ziel auf Sechszügigkeit erhöht, wofür eine bauliche Erweiterung nötig wäre. 2022 wurde daher der Abriss der beiden Pavillons beschlossen, die durch ein viergeschossiges Gebäude vom Serientyp „Hamburger Klassenhaus“ ersetzt werden sollen. Der Neubau (dann Gebäude Nr. 9) soll 17 Klassen- und Differenzierungsräume, einen Fachraum, eine Mensa samt Küche und einen Bewegungsraum aufnehmen.

## Standort und Architektur

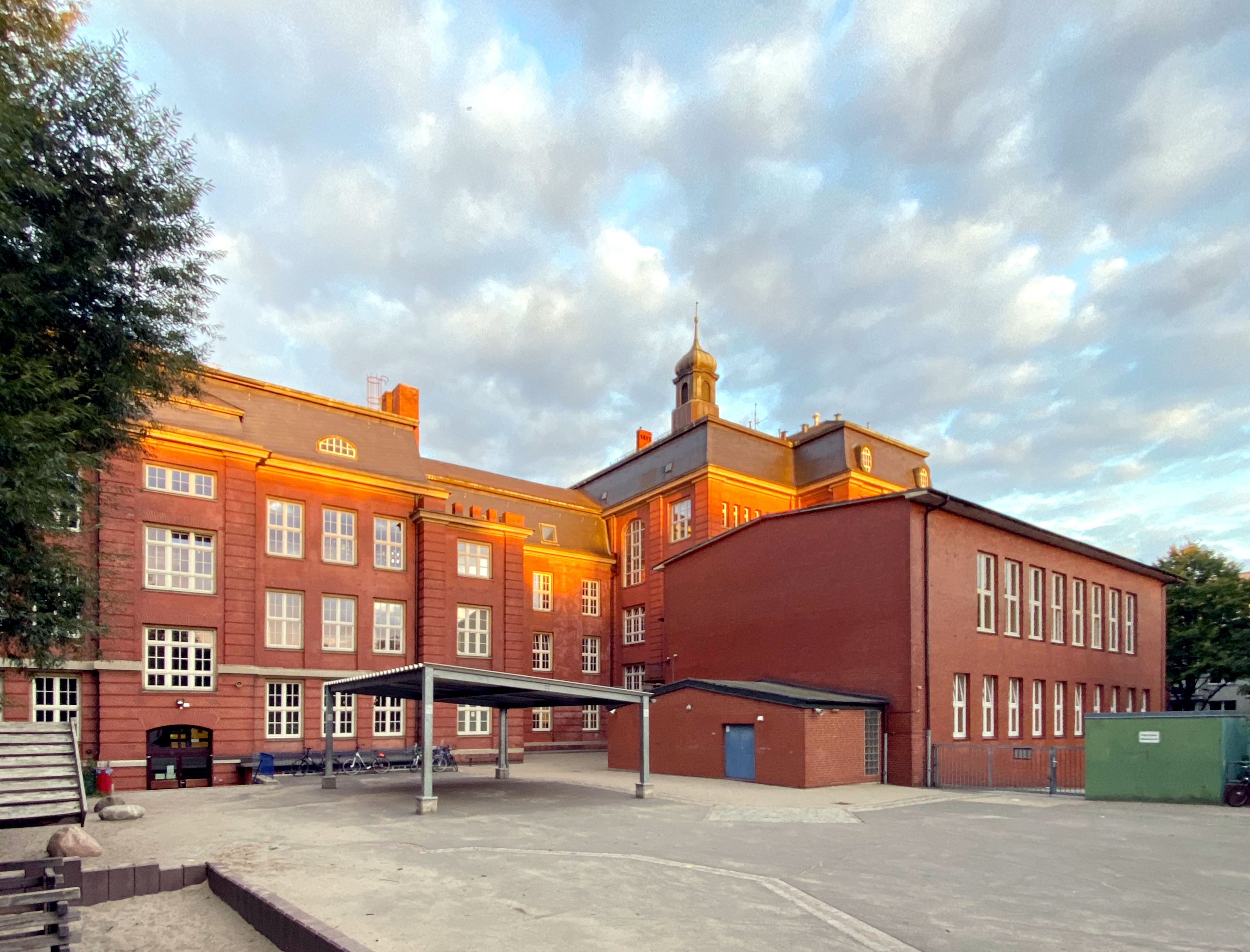
Hofseite (Westseite) des Altbaus, rechts die kleine Sporthalle / Aula, nach dem Zweiten Weltkrieg vereinfacht wiederaufgebaut

Das etwa 15.000 m² große Gelände der Schule Hasselbrook befindet sich an der Ecke von Hasselbrookstraße und Ritterstraße. Nördlich schließt hinter der Kiebitzstraße die Friedenskirche an, westlich die Randbebauung des Hirschgraben. Die heutige Anschrift der Schule lautet Ritterstraße 44. Zum Gebäudebestand der Schule gehörten 2019 der Altbau, das Pausengebäude, das Fachgebäude, die freistehende Sporthalle und ein Bunker. (Die beiden Pavillons zählten 2019 nicht zur Schule.)
Das Hauptgebäude weist einen L-förmigen Grundriss auf, die Fassade ist mit Erker- und Giebelvorsprüngen gegliedert. Das Gebäude ist in Massivbauweise ausgeführt, die Klinkerfassade ist mit Laibungen, Gesimsen und zwei Portalen aus Sandstein geschmückt. Der Architekturhistoriker Ralf Lange bezeichnete den Stil des Gebäudes als “repräsentativen Neobarock”, mit bewussten Rückgriffen auf die Hamburger Architektur des 18. Jahrhunderts (“Sonnin-Barock”). Der Bau sei somit ein Versuch Erbes, eine ortstypische Tradition des Hochbaus zu etablieren. Der Altbau steht seit 2009 unter Denkmalschutz.
Die beiden zweigeschossigen Pavillons besitzen je vier Klassenräume und sind mittels Wandelgängen mit dem Altbau verbunden. Die Turnhalle wurde 1965 errichtet, es handelt sich um einen Serienbau (Seitzhalle Typ 1). Damit hat die Schule zwei Turnhallen, eine mit dem Altbau verbunden (Baujahr 1907, nach dem Zweiten Weltkrieg vereinfacht wiederaufgebaut, etwa 400 m² Bruttosportfläche), die zweite freistehend (Baujahr 1965, etwa 625 m² Bruttosportfläche). Unter dem Schulhof befindet sich ein Schutzraum ohne Zivilschutzbindung (Tiefbunker, Gebäude Nr. 5), der Eingang wurde mit Lärchenholz verblendet.